# Alessandro Piazza (vescovo)
Alessandro Piazza (Genova, 20 luglio 1915 – Albenga, 16 settembre 1995) è stato un vescovo cattolico e biblista italiano.

## Biografia

### Formazione e ministero sacerdotale
Studiò presso il Seminario arcivescovile minore e successivamente nel Seminario arcivescovile maggiore della sua città natale.
L'11 giugno 1938, all'età di 22 anni, fu ordinato presbitero, nella cattedrale di San Lorenzo in Genova.
Successivamente, il cardinale arcivescovo Pietro Boetto lo inviò a proseguire gli studi in Sacra Scrittura e teologia al Pontificio Istituto Biblico in Roma. Conseguito il grado accademico di licenza fu assegnato quale insegnante di Ebraico e Sacra Scrittura presso il Seminario arcivescovile maggiore.

### Ministero episcopale
Il 18 maggio 1965 fu eletto vescovo di Albenga e consacrato nella cattedrale di Genova il successivo 24 giugno per mano del cardinale Giuseppe Siri.
Curò il restauro integrale della cattedrale di San Michele di Albenga, riportandola all'originale stile romanico; fondò l'Istituto Superiore di Scienze Religiose diocesano e favorì l'aggiornamento culturale del clero e del laicato alla luce degli insegnamenti del Concilio Vaticano II, di cui fu membro e partecipe dell'ultima sessione. Nella sua attività di biblista, fu segretario del comitato episcopale e fece parte dell'équipe redazionale della Bibbia CEI, testo ufficiale per l'uso liturgico in lingua italiana, pubblicata nel 1971. Insieme con il biblista Enrico Galbiati, scrisse il libro Pagine difficili della Bibbia. Antico Testamento che ebbe numerose edizioni italiane e fu tradotto in inglese, spagnolo, polacco, russo.
Il 1º dicembre 1973 la diocesi di Albenga (V secolo), immutata nella sua configurazione, mutò il titolo, assumendo quello di "Albenga-Imperia" per valorizzare la realtà del capoluogo provinciale dell'estremo ponente ligure, da sempre compreso nel territorio diocesano.
Il 6 ottobre 1990 papa Giovanni Paolo II accettò le sue dimissioni dal governo pastorale della diocesi per raggiunti limiti di età, nominando quale suo successore monsignor Mario Oliveri.
Ritiratosi presso il Seminario vescovile di Albenga, collaborò con il suo successore sino al 10 settembre 1995, data del suo decesso. È sepolto nella navata di destra, sotto l'altare del Santissimo Sacramento, della cattedrale di San Michele Arcangelo in Albenga.

## Genealogia episcopale
La genealogia episcopale è:
- Cardinale Scipione Rebiba
- Cardinale Giulio Antonio Santori
- Cardinale Girolamo Bernerio, O.P.
- Arcivescovo Galeazzo Sanvitale
- Cardinale Ludovico Ludovisi
- Cardinale Luigi Caetani
- Cardinale Ulderico Carpegna
- Cardinale Paluzzo Paluzzi Altieri degli Albertoni
- Papa Benedetto XIII
- Papa Benedetto XIV
- Papa Clemente XIII
- Cardinale Bernardino Giraud
- Cardinale Alessandro Mattei
- Cardinale Pietro Francesco Galleffi
- Cardinale Giacomo Filippo Fransoni
- Cardinale Carlo Sacconi
- Cardinale Edward Henry Howard
- Cardinale Mariano Rampolla del Tindaro
- Cardinale Gennaro Granito Pignatelli di Belmonte
- Cardinale Pietro Boetto, S.I.
- Cardinale Giuseppe Siri
- Vescovo Alessandro Piazza